# Campionato sudamericano di calcio a 5 Under-21 2013
Il Campionato sudamericano di calcio a 5 Under-21 2013 (ufficialmente Sudamericano de Futsal Sub-21 2013) è stata la 5ª edizione del torneo Under-20 e si è disputata dal 15 al 22 giugno 2013. Inizialmente previsto nel luglio del 2012, il torneo è stato dapprima rimandato al settembre successivo e quindi al giugno del 2013. In virtù di ciò, il limite di età degli atleti è stato spostato eccezionalmente a 21 anni.

## Fase a gironi

### Gruppo A
| Squadra  | P.ti | G | V | N | P | GF | GS | DR |
| -------- | ---- | - | - | - | - | -- | -- | -- |
| Brasile  | 7    | 4 | 2 | 1 | 0 | 11 | 3  | +8 |
| Colombia | 5    | 4 | 1 | 2 | 0 | 10 | 8  | +2 |
| Paraguay | 3    | 4 | 1 | 0 | 2 | 6  | 9  | -3 |
| Uruguay  | 1    | 4 | 0 | 1 | 2 | 6  | 13 | -7 |

### Gruppo B
| Squadra   | P.ti | G | V | N | P | GF | GS | DR  |
| --------- | ---- | - | - | - | - | -- | -- | --- |
| Argentina | 9    | 3 | 3 | 0 | 0 | 10 | 3  | +7  |
| Cile      | 4    | 3 | 1 | 1 | 1 | 7  | 4  | +3  |
| Venezuela | 4    | 3 | 1 | 1 | 1 | 10 | 8  | +2  |
| Perù      | 0    | 3 | 0 | 0 | 3 | 2  | 14 | -12 |

## Fase a eliminazione diretta

### Tabellone
|  | Semifinali     | Semifinali     | Semifinali |          |         | Finale          | Finale          | Finale          |  |
|  |                |                |            |          |         |                 |                 |                 |  |
|  | Brasile (dcr)  | Brasile (dcr)  | 3 (5)      |          |         |                 |                 |                 |  |
|  | Brasile (dcr)  | Brasile (dcr)  | 3 (5)      |          |         |                 |                 |                 |  |
|  | Cile           | Cile           | 3 (4)      |          |         |                 |                 |                 |  |
|  | Cile           | Cile           | 3 (4)      |          | Brasile | Brasile         | 1               |                 |  |
|  |                |                |            |          | Brasile | Brasile         | 1               |                 |  |
|  |                |                | Colombia   | Colombia | 0       |                 |                 |                 |  |
|  | Argentina      | Argentina      | Colombia   | Colombia | 0       | 2 (3)           |                 |                 |  |
|  | Argentina      | Argentina      |            |          |         | 2 (3)           |                 |                 |  |
|  | Colombia (dcr) | Colombia (dcr) | 2 (4)      |          |         | Finale 3º posto | Finale 3º posto | Finale 3º posto |  |
|  | Colombia (dcr) | Colombia (dcr) | 2 (4)      |          |         |                 |                 |                 |  |
|  |                |                |            |          |         |                 |                 |                 |  |
|  |                |                |            |          |         | Cile            | Cile            | 1               |  |
|  |                |                |            |          |         | Cile            | Cile            | 1               |  |
|  |                |                |            |          |         | Argentina       | Argentina       | 3               |  |

|  | Finale 5º posto |   |
|  |                 |   |
|  | Paraguay        | 3 |
|  | Paraguay        | 3 |
|  | Venezuela       | 2 |
|  | Venezuela       | 2 |

|  | Finale 7º posto |   |
|  |                 |   |
|  | Uruguay         | 2 |
|  | Uruguay         | 2 |
|  | Perù            | 0 |
|  | Perù            | 0 |

### Semifinali
| San Cristóbal 21 giugno 2013, ore 17:00      | Brasile              | 3 – 3 (d.t.s.) (1-2, 2-2, 3-2) | Cile | Gimnasio "Campeones Mundiales del 97" |
| \| \| \| \| \| \| Tiri di rigore 5 – 4 \| \| |                      |                                |      |                                       |
|                                              |                      |                                |      |                                       |
|                                              | Tiri di rigore 5 – 4 |                                |      |                                       |

| San Cristóbal 21 giugno 2013, ore 19:00      | Argentina            | 2 – 2 (d.t.s.) (1-2, 2-2, 2-2) | Colombia | Gimnasio "Campeones Mundiales del 97" |
| \| \| \| \| \| \| Tiri di rigore 3 – 4 \| \| |                      |                                |          |                                       |
|                                              |                      |                                |          |                                       |
|                                              | Tiri di rigore 3 – 4 |                                |          |                                       |

### Finale 3º posto
| San Cristóbal 22 giugno 2013, ore 14:00 | Cile | 1 – 3 (1-1) | Argentina | Gimnasio "Campeones Mundiales del 97" |

### Finale
| San Cristóbal 22 giugno 2013, ore 16:00 | Brasile | 1 – 0 (0-0) | Colombia | Gimnasio "Campeones Mundiales del 97" |

## Campione
BRASILE
(5º titolo)